# على هامش السيرة
على هامش السيرة هو كتاب من تأليف الأديب الراحل طه حسين والكتاب عبارة عن سرد مبسط للسيرة النبوية، وقد صرح الكاتب بأنه لم يأتِ بجديد عما ورد في كتب السيرة وإن ما قام بتدوينه هو فقط مجرد خواطر، طرأت له أثناء القراءة، فصاغها بأسلوبه السهل الممتنع كما جاء تصريحه كالتالي في مقدمة الكتاب.
| ” | هذه صحف لم تُكتب للعلماء ولا للمؤرخين لأني لم أرد بها إلي العلم، ولم أقصد بها إلي التاريخ وإنما هي صورة عرضت لي أثناء قرائي للسيرة فأثبتها مسرعاً ثم لم أر بنشرها بأساً ولعلي رأيت في نشرها شيئاً من الخير وأحب أن يعلم الناس أيضاً أني وسعت على نفسي في القصص، ومنحتها من الحرية في رواية الأخبار واختراع الحديث ما لم أجد به بأساً، إلا حين تتصل الأحاديث والأخبار بشخص النبي، أو بنحو من أنحاء الدين، فإني لم أبح لنفسي في ذلك حرية ولاسعة، وإنما التزمت ما ألتزمه المتقدمون من أصحاب السيرة والحديث، ورجال الرواية، وعلماء الدين. ولن يتعب الذين يريدون أن يردوا في أصول هذا الكتاب القديم في جوهره وأصله، الجديد في صورته وشكله، إلى مصادره القديمة التي أخذ منها. فهذه المصادر قليلة جداً، لا تكاد تتجاوز سيرة ابن هشام، وطبقات ابن سعد، وتاريخ الطبري، وليس في هذا الكتاب فصل أو نبأ أو حديث إلا وهو يدور حول خبر من الأخبار ورد في كتاب من هذه الكتب. | “ |

## محتويات الكتاب

### الجزء الأول
يروي الكاتب حفر زمزم والرؤيا التي كانت تتكرر على عبد المطلب فمرة يُطلب منه حفر طيبة ومرة بَرَّة ومرة المضنونة واخيرا ياتيه ليقول له احفر زمزم. ثم يذكر بعدها الكاتب ما لاقاه عبد المطلب من نكران قريش عليه في أمر الطائف الذي يأتيه في المنام ليحفر بئرا في فناء المسجد وغيرها من الاحداث.

### الجزء الثاني
يروي طه حسين قصص الرهبان النصارى واليهود الذين هربوا من استبداد الإمبراطور الرومي واتخذوا أديرة وصوامع ليتعبدوا بها وكانوا عارفين بقرب زمان مجيء خاتم الانبياء ويتتبعون لاخباره؛ كما ان الكاتب ذكر أحداث زواج الرسول ﷺ من السيدة خديجة بنت خويلد كما روى عن حادثة إعادة بناء الكعبة والحجر الاسود الذي تنازعت عليه العشائر الاربعة، وفض النزاع النبيء محمد.

### الجزء الثالث
يبدأ هذا الفصل بالحديث عن عمرو بن هشام (كما هو معروف بأبو الحكم أو ابو جهل) ويعرض الكاتب سيرته وكيده وتدبيره السيء للنبي محمد ﷺ.
ثم يتحدث عن تبشير ورقة بن نوفل للسيدة خديجة بنت خويلد بأن تأويل ما حدث مع زوجها (من بدأ نزول جبريل عليه السلام بالوحي بآية ﴿اقْرَأْ بِاسْمِ رَبِّكَ الَّذِي خَلَقَ ۝١﴾ [العلق:1] انه هو خاتم الانبياء والرسل.
كما انه روى قصة اسلام الصحابي الشهيد مصعب بن عمير وما حدث معه في حمل راية المسلمين في وقعة أحد وقصة بعض من الصحابة الكرام مثل خادم الرسول زيد بن حارثة وغيره.

## روابط خارجية
- كتاب على هامش السيرة كامل (كتاب صوتي)